# 9TP
Der 9TP ( dziewięciotonowy, polski; deutsch: „Neuntonner, polnisch“) war ein polnischer Panzer, der kurz vor dem Zweiten Weltkrieg entwickelt wurde. Die Bezeichnung 9TP stammt aus der Nachkriegszeit, da es sich de facto um eine Weiterentwicklung des Panzers des Typs 7TP handelt.

## Entwicklung
In den 1930er Jahren arbeiteten die polnische Armee und die Państwowe Zakłady Inżynierii (PZInż) an verschiedenen Entwürfen für einen mittleren Panzer, der den 7TP als Hauptkampfpanzer ersetzten sollte. Der 7TP war zwar verhältnismäßig modern und der Masse der deutschen Panzer, die aus den Typen Panzerkampfwagen I und dem Panzerkampfwagen II bestand überlegen, doch basierte er auf dem inzwischen veralteten Vickers 6-ton Panzer. Damit waren die Möglichkeiten, das Fahrzeug technologisch weiterzuentwickeln, stark begrenzt. Es gab interessante und vielversprechende Projekte, wie die Typen 10TP und 14TP, doch benötigten diese noch mehr Zeit und so wurde 1938 beschlossen den 7TP aufzuwerten und zu verbessern.
Zwei Konstruktionsteams wurden beauftragt die Überlebensfähigkeit des 7TP auf dem Schlachtfeld durch eine Nachrüstung zu verbessern. Das Konstruktionsteam von PZInż. unter der Leitung von Edward Habich beschloss, den PZInż. 155 (lizenzierter Saurer CT1D) Motor einzubauen und die Konstruktionsverbesserungen schrittweise in den Produktionslinien einzuführen. Gleichzeitig nahm ein zweites Konstruktionsteam des Biuro Badań Technicznych Broni Pancernych (BBTBP) (deutsch: technischen Forschungsbüros der Panzertruppen) den PZInż. 725-Motor und beschloss, den Panzer noch weiter zu modifizieren, indem man seine Silhouette verkleinert. Obwohl der BBTBP-Entwurf dem von PZInż. überlegen war, wurden die Änderungsvorschläge von PZInż. schließlich akzeptiert, da diese leichter in die bestehende Serienproduktion zu integrieren waren.
Der Name des Panzers wurde nach dem Zweiten Weltkrieg geprägt. Es ist nicht belegt, dass seitens der polnischen Dienststellen die Absicht bestand, die modifizierten 7TP-Panzer neu zu benennen. Eine bekannte alternative Bezeichnung ist deshalb 7TP wzmocniony (deutsch: 7TP verstärkt).

## Produktion

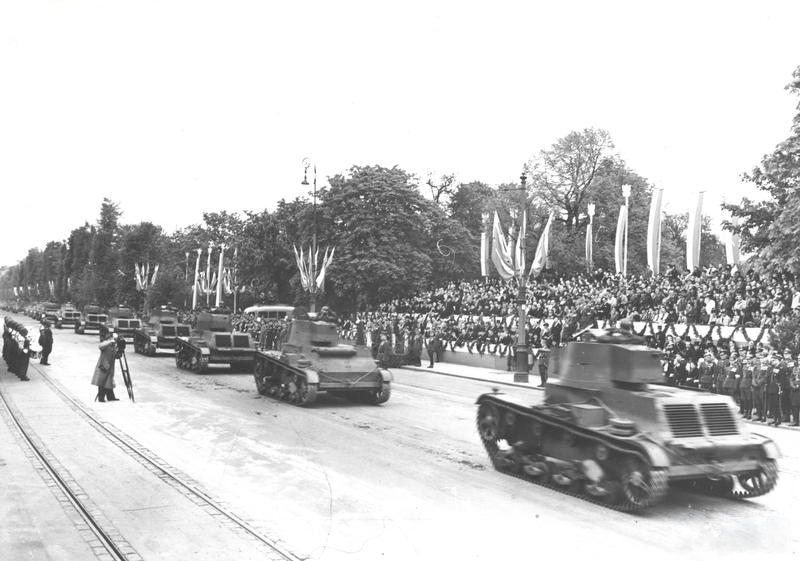
Früher, modifizierter 7TP (zweiter von rechts) während einer Parade am 3. Mai 1939

Im Mai 1938 stellte PZInż. eine der 7TP-Panzer (Wannen-Nummer 1766) mit dem neuen CT1D-Motor her und entfernte dabei die hinteren Lüftungsgitter. Stattdessen wurden Panzerplatten aufgeschraubt.
Am 29. Juni 1939 bestellte die polnische Armee 100 Panzer der neuen 7TP-Reihe (9TP), die bis Juni 1940 ausgeliefert werden sollten. Im Juli 1939 stellte PZInż. einen weiteren Prototyp her, der gemeinsam mit dem ersten Prototyp-Fahrzeug auf einem Erprobungsgelände für Panzerfahrzeuge umfassend getestet wurde. Die Erprobung verlief zwar im Allgemeinen zufriedenstellend, doch war man im Hinblick auf die Geschwindigkeit des Panzers enttäuscht.

## Technische Beschreibung
Der verstärkte 7TP zeigte einige Veränderungen im Vergleich zum normalen 7TP.
Eine Änderung war ein neuer und leistungsfähigerer Antriebsstrang. Die neue Konstruktion sollte entweder den PZInż. 155-Dieselmotor (lizenzierter Saurer CT1D) oder den moderneren PZInż. 725-Benzinmotor verwenden. Beide Motoren waren leichter und kleiner als der zuvor im 7TP verwendete Saurer-VBLDb-Motor. Dadurch konnte beim verstärkten 7TP Gewicht eingespart werden, was eine bessere, also stärkere, Panzerung ermöglichte. Da die beiden neuen Motoren wassergekühlt waren, konnte das Heck gepanzert werden, da die Luftzufuhr für den dort zuvor montierten Kühlergrill anders gestaltet werden konnte. Auch im Kampfraum wurde durch den kleineren Motor mehr Platz geschaffen. Jedoch zeigten Tests, dass die Höchstgeschwindigkeit mit 26 km/h auf der Straße und 11,5 km/h im Gelände noch immer viel zu gering war.
Eine weitere Änderung beim verstärkten 7TP war der Wechsel von geschraubten zu geschweißten Panzerplatten, was die Wanne weiter stärkte und zusätzliche 210 Kilogramm einsparte. Durch die Änderung der Kettenbreite von 267 mm auf 320 mm wurde die Geländegängigkeit verbessert.

## Einsatz
Im Herbst 1938 wurde der neue Panzer vom Ośrodek szkolenia wojsk pancernych (deutsch: Zentrum für die Ausbildung gepanzerter Truppen) in der Festung Modlin getestet. Es ist unklar, wie viele verstärkte 7TP vor dem Ausbruch des Zweiten Weltkrieges am 1. September 1939 tatsächlich produziert wurden. Es kann davon ausgegangen werden, dass elf Panzer des neuen Typs an Kämpfen gegen die Wehrmacht beteiligt waren. Basierend auf dieser Information, ist davon auszugehen, dass die Gesamtzahl der produzierten verstärkten 7TP-Panzer dreizehn (zwei Prototypen und elf Vorserienmodelle) war. Ein Fahrzeug hatte dabei ausschließlich die neue Motorisierung erhalten. Die anderen elf Panzer sind entweder nachgerüstete 7TP oder verstärkte 7TP gewesen.
Die Panzer dieser Fertigungsserie wurden in die 2. leichte polnische Panzerkompanie eingegliedert. Mit dieser waren sie an den Kämpfen während der Belagerung von Warschau beteiligt. Sie blieben bis zur Kapitulation der Stadt am 27. September 1939 im Einsatz.